# X-Seed 4000
X-Seed 4000 là công trình cao nhất thế giới đã được hoàn tất về mặt dự án và thiết kế dựa trên ý tưởng của Peter Neville. Công trình có tổng độ cao là 4 km, chiều rộng 6 km so với mặt biển. Có 800 tầng với sức chứa khoảng 1.000.000 người. Dự tính công trình tiêu tốn khoảng 3.000.000 tấn thép để xây dựng.
Được thiết kế xây dựng tại Tokyo Nhật Bản bởi Taisei Corporation vào năm 1995, sử dụng nguồn năng lượng thiên nhiên với các thiết bị, máy móc hiện đại thân thiện với môi trường. Công trình này còn được lắp đặt hệ thống đoàn tàu điện từ ở bên trong để vận tải hàng hóa và con người. 
X-Seed 4000 dường như sẽ "không bao giờ được xây dựng" - theo Georges Binder, giám đốc quản lý của Buildings & Data, công ty lưu trữ dữ liệu tài khoán của các tòa nhà trên toàn thế giới, nói. "Mục đích của kế hoạch này là để gây dựng danh vọng cho công ty, và nó đã thành công.".
Không giống như những tòa nhà chọc trời khác, với độ cao hùng vĩ đó, X-Seed 4000 còn cần phải đảm bảo được sự an toàn của những người bên trong trước các tác động của trọng lực và sự thay đổi khí hậu bên ngoài. Bản thiết kế cũng nêu rõ về việc sử dụng năng lượng mặt trời để điều hòa môi trường bên trong tòa nhà. Bên cạnh đó, vốn nằm trong vùng địa lý thuộc vành đai núi lửa châu Á - Thái Bình Dương, X-Seed 4000 còn phải đủ kiên cố để hứng chịu những thiên tai như sóng thần, động đất, cũng tương tự như những gì mà dự án tòa nhà Tháp Shimizu Mega-city phải đối mặt.
X-Seed 4000 được thiết kế có hình như núi Phú Sĩ, nhưng cao hơn độ 224m so với chiều cao 3.776m của ngọn núi. X-Seed 4000 cao gấp đôi so với Tháp Shimizu Mega-city (cao 2004m).
Theo một số nguồn tin, kinh phí xây dựng X-Seed 4000 lên đến khoảng $900.000.000.000 (giá cả năm 2006), khoảng $1.000.000.000.000 (giá cả năm 2016).

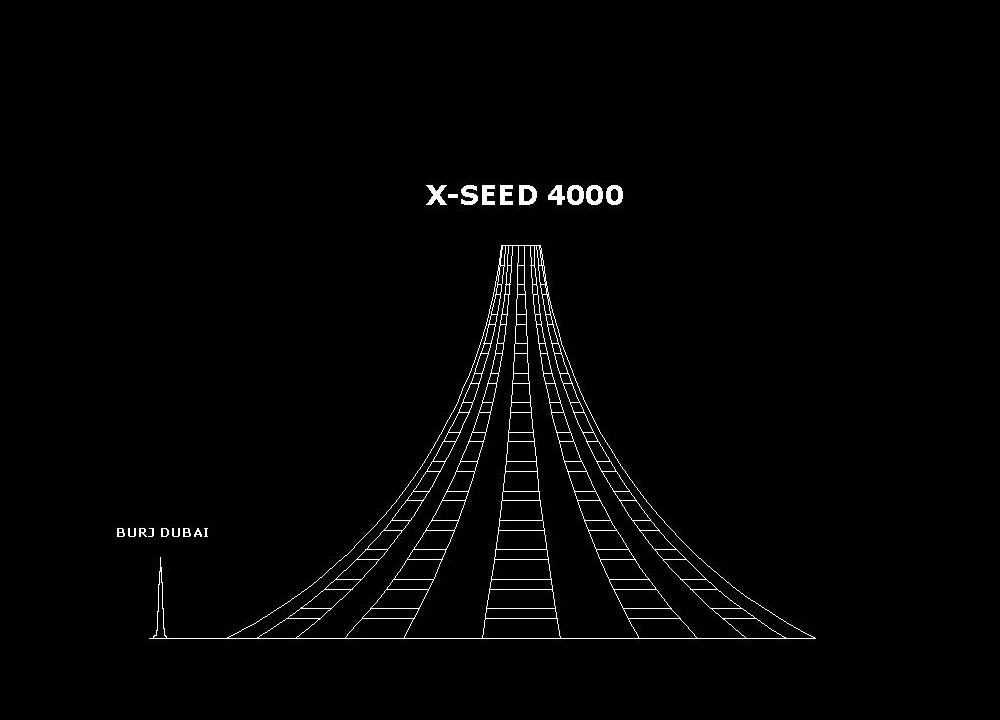
So sánh chiều cao của X-Seed 4000 trên thiết kế, so với tòa tháp Burj Dubai, vốn là công trình cao nhất thế giới tính đến năm 2012.